# 路易·德賽
路易·夏爾·安托萬·德賽（法語：[lwi ʃaʁl ɑ̃twan dəzɛ]，1768年8月17日 – 1800年6月14日）是法國大革命戰爭期間的一名法軍將領。德賽當年自稱為路易·夏爾·安托萬·德賽·德·韋古（Louis Charles Antoine Desaix de Veygoux）。

## 生平
德賽生於奧弗涅省锡乌勒河畔阿亚阿亞特城（Château d'Ayat）的一個貴族家庭，父親吉爾貝·德賽克斯（Gilbert des Aix）是韋古（Veygoux）領主，同時也在沙博尼耶爾-萊瓦雷訥握有家族莊園，他的母親名為阿馬布勒·德·博弗朗謝（Amable de Beaufranchet），與吉爾貝為表兄妹。德賽自八歲起就讀於埃菲亞元帥所創立的軍事學校，畢業後加入法國皇家陸軍。服役前六年期間，德賽將自己全心投入在責任與軍事研讀當中。當法國大革命爆發後，他轉而投身自由大業。他拒絕「移民」，而是選擇投往布羅伊世子夏爾·路易·維克多·德布羅意的麾下，後者是第二代布羅伊公爵維克多·弗朗索瓦的長子。雖然這樣的選擇幾乎使他喪命，但他還是逃過斷頭台的命運，還在不久後因其出色表現深獲共和國政府青睞。就像許多其他接受新秩序的舊統治階級成員一樣，德賽靠著指揮直覺及天賦才能取得了事業成功，並於1794年升為師長。
1795年的戰役中，他指揮儒爾當軍團的右翼；隔年莫羅率軍入侵巴伐利亞時，他獲得同等重要的指揮地位。法軍在安貝格和烏茲堡敗給卡爾大公後，德賽指揮莫羅軍團的後衛部隊以確保大部隊能安全撤退。之後他在基爾堡壘一戰成名，成為如同波拿巴、儒爾當、奧什、马尔梭及克萊貝爾等人一般家喻戶曉的名將。1797年，他取得的初步成功因莱奥本条约的簽訂中斷，而他為了會見拿破崙將軍，替自己爭取到前往義大利的任務。當時拿破崙正不遺餘力地從幾乎是敵對的日耳曼法軍軍營中，招募才華橫溢的年輕將軍。德賽隨後被臨時任命為「英格蘭軍團」的指揮官，並於之後不久被拿破崙調職埃及遠征軍。在金字塔戰役中，馬木路克騎兵攻勢首當其衝的就是德賽該師。他在上埃及擊敗穆拉德貝伊後，聲譽更是來到顛峰。在埃及的費拉之間，德賽有著「公正蘇丹（Just Sultan）」這個重要的稱號。

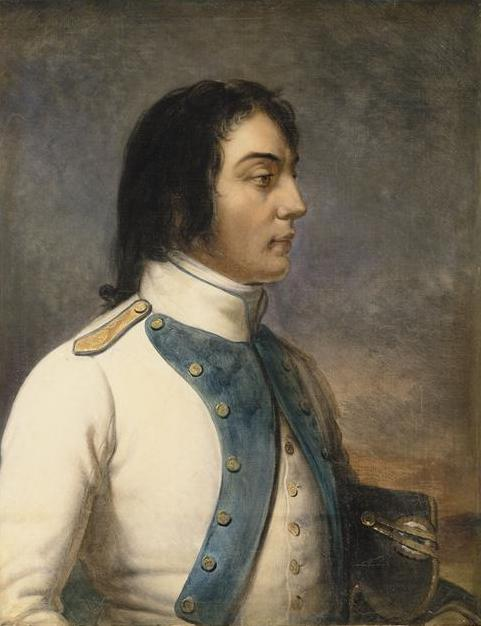
1792年，德賽身著第46步兵團的上尉制服，查爾斯·德·斯圖本繪製

之後德賽將指揮權移交給克萊貝爾，成為陪伴拿破崙左右的少數親信之一，僅僅數月後，拿破崙就成為了法國的第一執政。1800年，當德賽最終來到義大利時，法奧之間的較量終於迎來高潮，而他也立刻被指派去指揮由兩個步兵師組成的兵團。三天後的6月14日，德賽和其麾下駐紮於里瓦爾塔的鮑德師，一同聽到來自右側的馬倫哥炮火聲。於是德賽立刻揮師向聲音來源開拔，途中還遇到了要召喚的拿破崙部參謀。當德賽和鮑德師抵達戰場時，奧軍正全線凱歌前進。此時他高呼到「我們還有時間贏下另一場！（There is yet time to win another battle!）」，隨後便親率麾下三個團衝擊敵軍中路。就在即將取勝的時刻，德賽被一發鳥銃槍子彈給擊中。同日不幸的還有德賽的好戰友克萊貝爾，身為埃及總督的他也在開羅遇刺。得知德賽死訊後，悲痛欲絕的拿破崙大喊道：「我為什麼不被允許哭泣？（Why am I not allowed to weep?）」

## 紀念
拿破崙為紀念德賽，特別設立兩座紀念碑，一座設在西堤島的多芬廣場（Place Dauphine），另一座則矗立於巴黎的勝利廣場，但位於勝利廣場的紀念碑後來被毀。德賽原先葬於米蘭，但1805年後改長眠於大聖伯納德旅舍的紀念墳墓，還有让-纪尧姆·穆瓦特所做的雕像陪伴在側。此外，他的名字還與其他法國大革命中偉大的軍事人物，一同被寫在巴黎凱旋門之上。馬丁尼克的法蘭西堡也有一座堡壘為紀念他，而被命名為德賽堡 。巴黎第十五區的比尔哈凯姆和杜布雷兩個地鐵站之間，也有著以他為名的一條街道（Rue Desaix）及一條平行小路（Square Desaix）。位於紐奧良的聖約翰河口區/费尔格朗兹区有一條主要街道名為德賽大道（Desaix Boulevard）。法國海軍為紀念他亦有數艘船艦以德賽（Desaix）為名，如法國德賽號裝甲巡洋艦，以及曾於1800年改名為德賽號的法國霸王龍號。

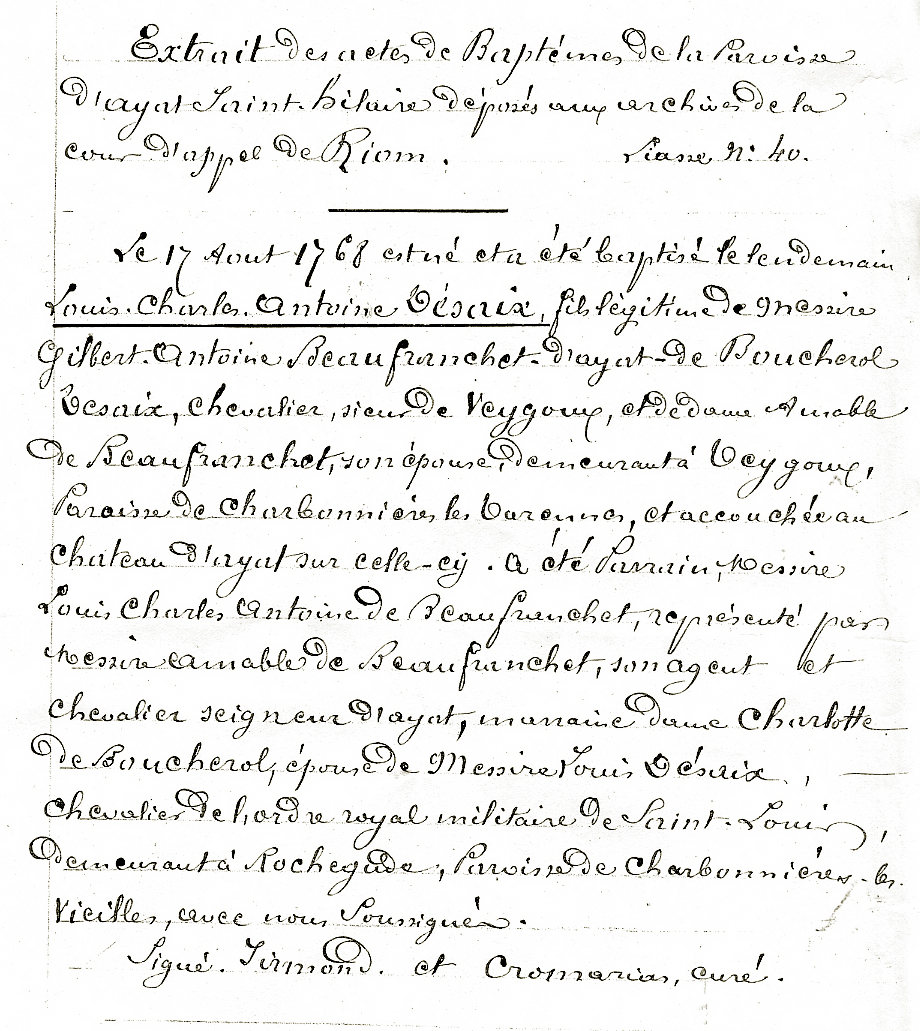
路易·夏爾·安托萬的的受洗證明（baptismal certificate）
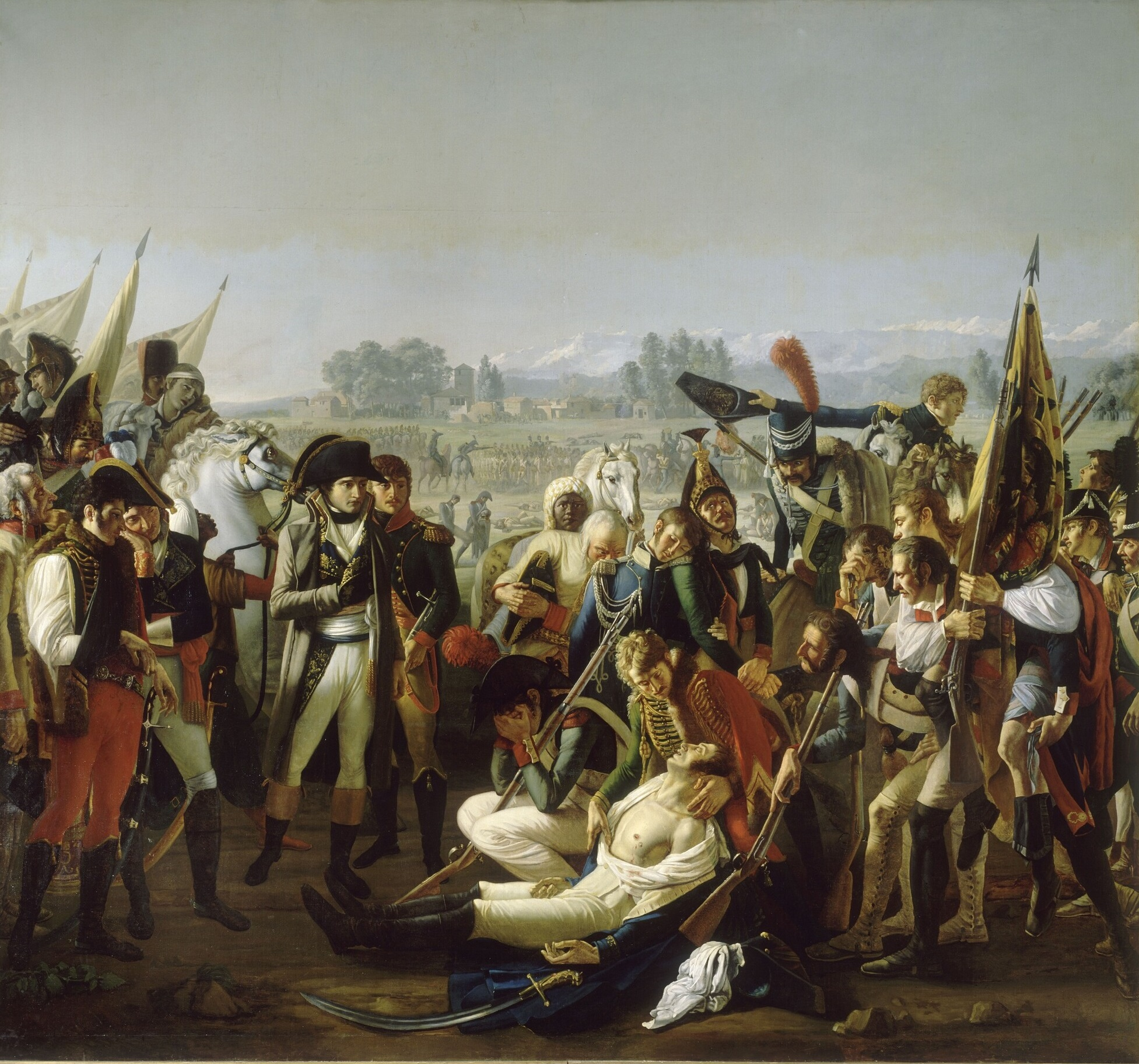
「拿破崙展示德賽的遺體（Napoleon is presented the body of Desaix）」，讓·布羅克（英语：Jean Broc）繪製
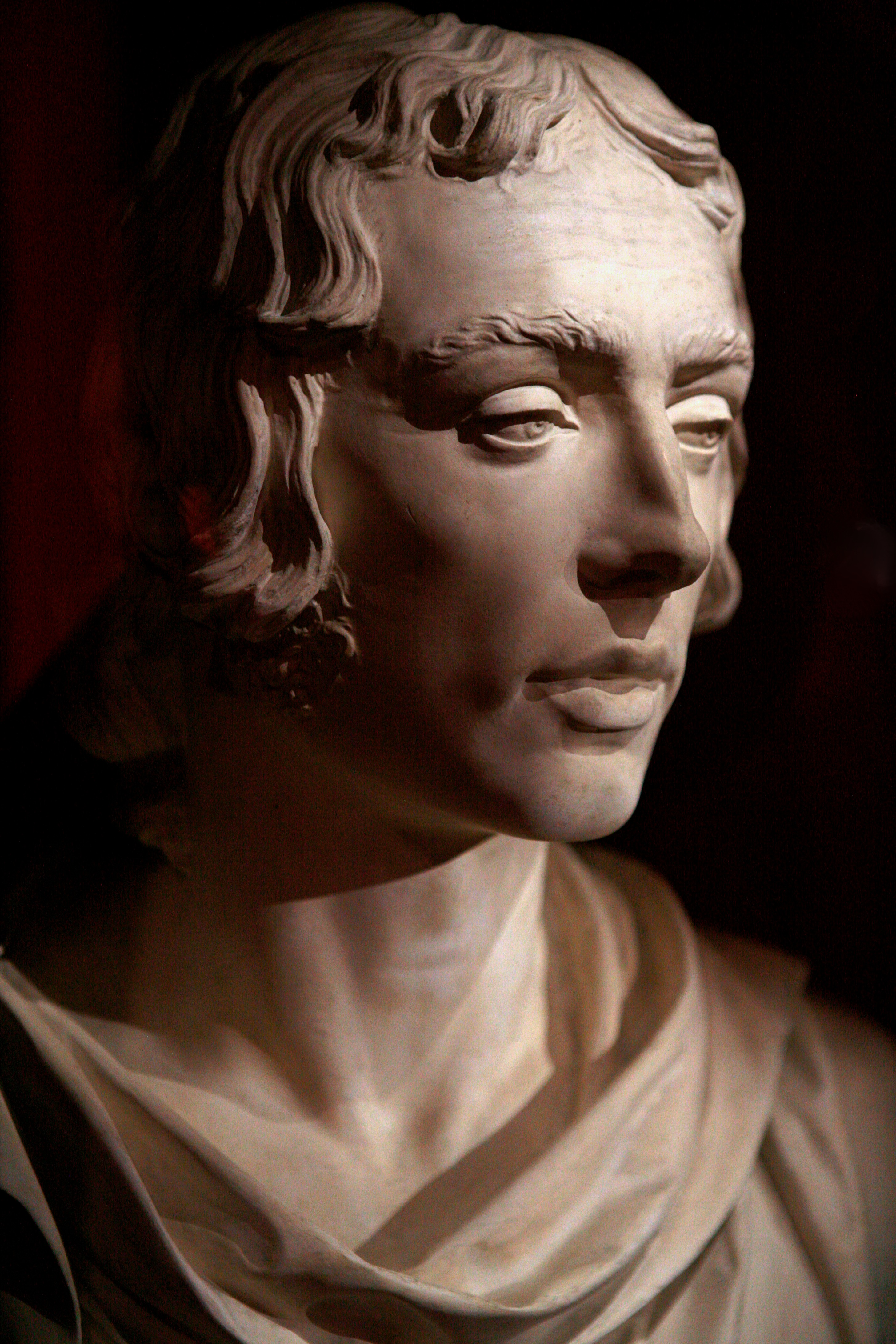
安吉洛·皮茲（Angelo Pizzi）完成德賽的死亡面具後所致的半身石膏像
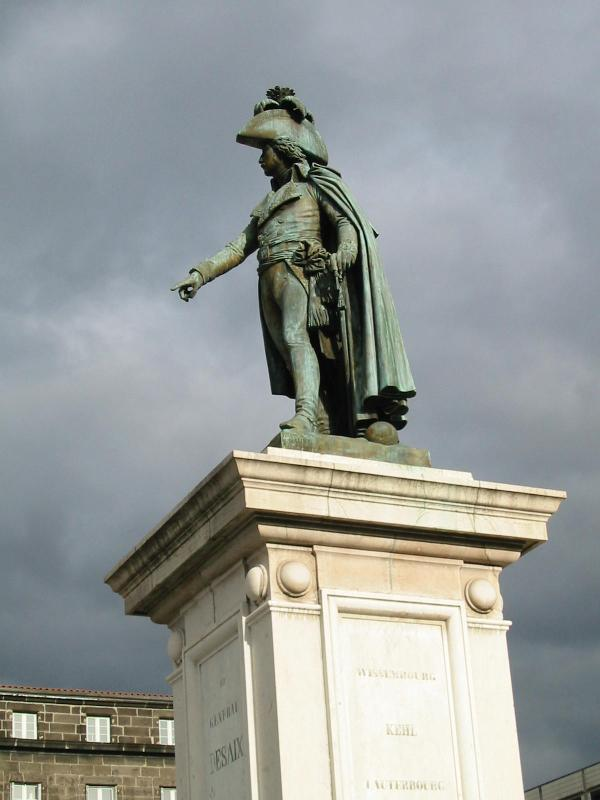
位於克萊蒙費朗裘德廣場（Place de Jaude）的德賽雕像
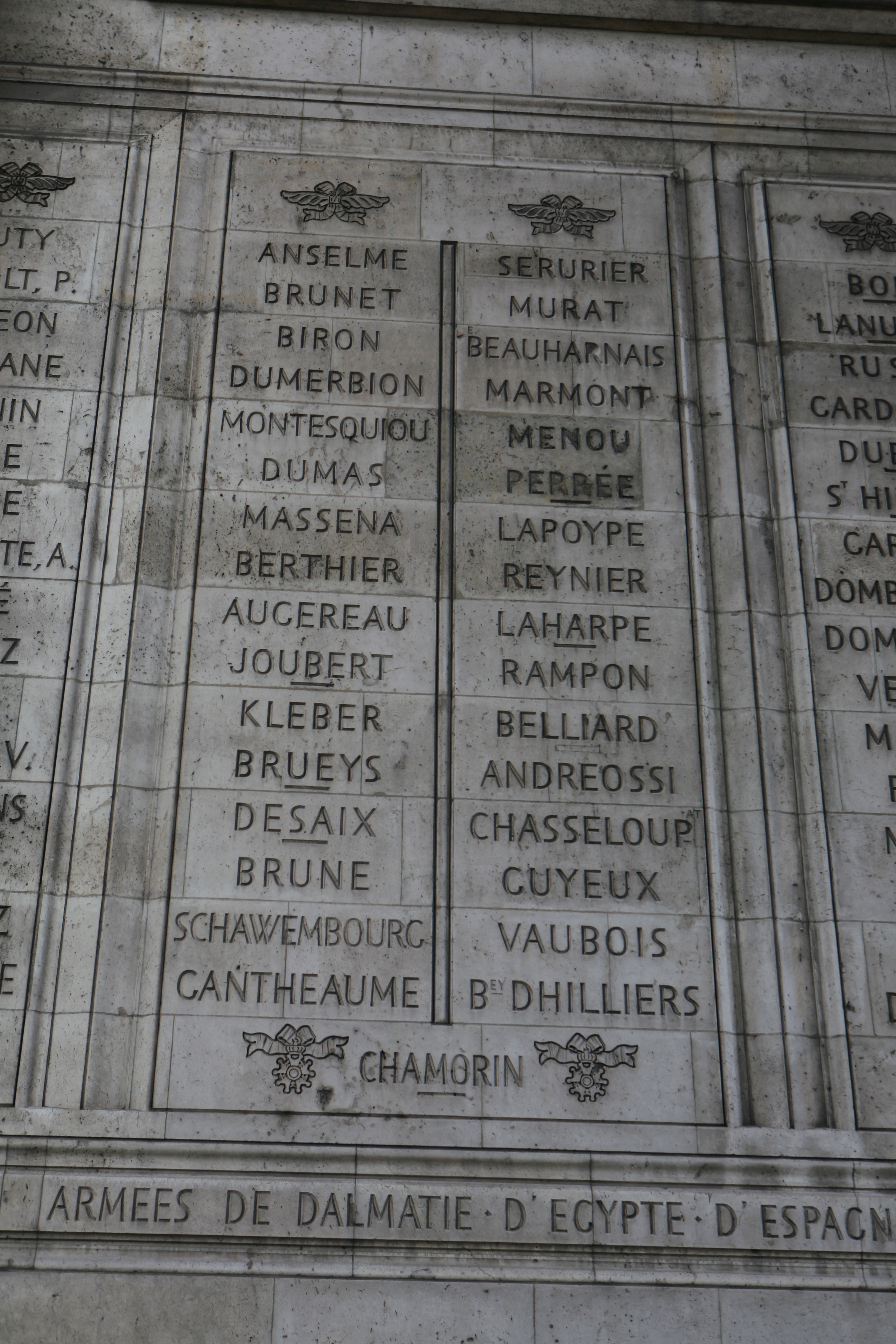
其名被刻於巴黎凱旋門南柱第23欄，由上而下第13個位置。名下的底下表其為戰死。

## 註腳
1. ↑  Claude Desprez. . Paris. 1884: 3  [2021-03-25]. （原始内容存档于2017-07-19） （法语）.
2. ↑  Gustave Louis Chaix d'Est-Ange. . Évreux.   [2021-03-25]. （原始内容存档于2021-04-16） （法语）.
3. ↑  . Genealogy.   [2021-03-24]. （原始内容存档于2015-12-20）.
4. ↑  Nathan D. Jensen. . frenchempire.net.   [2021-03-24]. （原始内容存档于2021-01-22）.
5. 1 2 3 4  Chisholm 1911，第78頁.
6. ↑  Strathern, Paul. "Napoleon in Egypt". Bantam Books, 2008, p. 413.
7. ↑  Roberts, Andrew. . Penguin. 2014: 339.
8. ↑  . napoleon.org.   [2021-03-25]. （原始内容存档于2020-10-28）.
9. ↑  Scott Slaten. . pinterest.   [2021-03-25].
10. ↑  Laurence Verrand (2004) Fortifications Militaires de Martinique, 1635-1845, Journal of Caribbean Archeology, Special Publication #1
11. ↑  United States. Congress. Joint Committee on Housing. . U.S. Government Printing Office. 1948: 1840  [2021-03-25].
12. ↑  Silverstone, p. 95
13. ↑  Clowes, William Laird. . London: Chatham Publishing. 1997 [1900]. ISBN 1-86176-013-2., p. 461.